# 15 v.Chr.
15 v.Chr. is een jaartal volgens de christelijke jaartelling.

## Gebeurtenissen

### Italië
- In Rome sticht Marcus Antistius Labeo een school voor juristen.
- Marcus Vipsanius Agrippa laat een wegenkaart tekenen van het Romeinse Keizerrijk.

### Europa
- Keizer Augustus sticht in Beieren een Romeinse kolonie: Augusta Vindelicorum (Augsburg) en vestigt er een garnizoen.
- Tiberius en Nero Claudius Drusus, stiefzonen van Augustus, onderwerpen in Vorarlberg de Briganti en veroveren Bregenz. Ook voegen zij Raetia als provincia aan het rijk toe.
- De Romeinen vestigen op de plaats van de huidige Weense binnenstad (Vindobona) een legerkamp tegen de Germanen.
- Drusus laat de Via Claudia Augusta uitbreiden door de Alpen en vernoemt de Heerweg (± 600 kilometer) naar Augustus.

### Nederlanden
- Drusus vestigt op de Hunnerberg aan de Waal bij Nijmegen een Romeins grensfort castrum Noviomagus Batavorum voor 12.000 man (vermeld door Tacitus in Historiae) .
- In Belgica wordt Atuatuca Tungrorum (Tongeren) gesticht door de Romeinen.

### Syrië
- Baalbek wordt een nieuwe hoofdstad in de Romeinse provincie Syria.

## Geboren
- Germanicus Julius Caesar, Romeins veldheer en zoon van Nero Claudius Drusus (overleden 19)
- Phaedrus, Romeins fabeldichter (overleden 51)